# Герхард Шепфель
Герхард Шепфель (нім. Gerhard Schöpfel; нар. 19 грудня 1912, Ерфурт — пом. 17 травня 2003, Бергіш-Гладбах, Північний Рейн-Вестфалія) — німецький військовий льотчик-ас за часів Третього Рейху, майор (1944) Люфтваффе. Кавалер Лицарського хреста Залізного хреста (1944). У повітряних боях здобув 45 перемог.

## Біографія
Герхард Шепфель народився 19 грудня 1912 у місті Ерфурт у провінції Саксонія.
Службу розпочав у лавах поліції, однак у 1936 р. перевівся до Люфтваффе. Після завершення навчання у льотній школі отримав призначення до I./Jagdgeschwader 233, але вже у червні 1936 р. переведений до штабної ескадрильї I./Jagdgeschwader 334, яка незабаром була перейменована на I./Jagdgeschwader 132. 1 травня винищувальна ескадра отримала нове найменування та стала зватися 26-та винищувальна ескадра «Шлагетер».
23 вересня 1939 року оберлейтенант Г. Шепфель отримав посаду командира 9-ї винищувальної ескадрильї цієї ескадри.
19 травня 1940 року німецький льотчик здобув у Французькій кампанії свою першу перемогу у повітрі у сутичці з британським винищувачем «Харрікейн» поблизу бельгійського міста Кортрейк. Наприкінці травня-початку червня він збільшив свій рахунок у боях із Королівськими ВПС над Дюнкерком, де провадилася евакуація союзних військ, збивши 3 «Спіфаейра».
У битві за Британію, Герхард Шепфель проявив себе особливо у серпневих боях над Британськими островами. Загалом з 8 серпня до 1 листопада він збив десять «Спітфайрів», шість «Харрікейнів», «Гемпден» та «Дефайент».
26 серпня 1940 року з призначенням наказом Г. Герінга Адольфа Галланда на посаду командира JG 26, молодий офіцер був призначений на його місце — командиром III./JG 26 авіагрупи.
1 грудня 1941 року 29-річний офіцер отримав військове звання майора та 6 грудня став вже командиром рідної 26-ї винищувальної ескадри «Шлагетер». А. Галланд був підвищений до начальника винищувальної авіації усіх ВПС Німеччини.
З грудня 1941 до січня 1943 майор Г. Шепфель керував однією з двох винищувальних ескадр Третього Рейху, що протистояли Королівським, а згодом й американським ВПС у небі над північно-західними кордонами Франції, Бельгії та Нідерландів.
19 серпня 1942, коли британці провели генеральну репетицію вторгнення своїх сил на французьке узбережжя біля Дьєпа, командир ескадри особисто брав участь у боях та на літаку Fw190A збив 2 британських «Спіфаейра», довівши рахунок до 42 перемог у небі. 10 січня 1943 Г. Шепфель залишив командування 26-ю винищувальною ескадрою, маючи на своєму особистому рахунку 45 збитих ворожих літаків.
З січня 1943 і до травня 1944 він займав почергово декілька командних та штабних посад у Люфтваффе; в Бретані, згодом у Південній Італії та Норвегії.
6 червня 1944 Г. Шепфель був призначений командиром винищувальної ескадри особливого призначення, котра невдовзі була переформована на 4-ту винищувальну ескадру. 6 серпня 1944 майор Г. Шепфель був поранений у повітряному бою, коли його літак Messerschmitt Bf 109 G-6 був збитий поблизу Шверіна. Командування ескадрою перейняв на себе оберст-лейтенант Герхард Михальські.
Після одужання він повернувся до строю й в листопаді 1944 став начальником винищувальної авіації Люфтваффе в Угорщині. У лютому 1945 р. нетривалий період часу керував льотною школою Luftkriegsschule 2 в Гатові.
10 квітня 1945 став командиром 6-ї винищувальної ескадри «Горст Вессель», що билася у північній Чехословаччині. Наприкінці війни був узятий до полону радянськими військами і провів у таборі для німецьких військовополонених 4,5 роки до свого звільнення у грудні 1949 року.
Після повернення з радянського полону влаштувався на роботу водієм. Надалі зайнявся підприємством, а у 1960-ті знову повернувся до авіації й працював у компанії Air Lloyd у Бонні, за збігом обставин поруч зі своїм колишнім командиром А. Галландом.
Герхард Шепфель помер 17 травня 2003 року у віці 90 років у місті Бергіш-Гладбах у Північному Рейні-Вестфалії.

## Нагороди[2]
- Нагрудний знак пілота
- Медаль «За вислугу років у Вермахті» 4-го класу (4 роки)
- Медаль «У пам'ять 13 березня 1938 року»
- Медаль «У пам'ять 1 жовтня 1938 року»
- Залізний хрест 2-го і 1-го класу
- Почесний Кубок Люфтваффе (27 серпня 1940)
- Лицарський хрест Залізного хреста (11 вересня 1940) — за 20 перемог.
- Авіаційна планка винищувача в золоті
- Німецький хрест в золоті (9 грудня 1941)
- Нагрудний знак «За поранення» в чорному (серпень 1944)